# Laurent Pécheux
Laurent Pécheux (Lyon, 17 de julio de 1729-Turín, 1 de julio de 1821) fue un pintor francés establecido en Italia. 

## Biografía
En 1753 se estableció en Roma, donde ingresó en la Academia de San Lucas en 1762. En 1764 inició un viaje por Italia. Permaneció un tiempo en Parma, donde fue retratista de la corte y director de la Academia de esa ciudad. Tras una estancia en Nápoles regresó a Roma, donde ejecutó varios frescos en villas de la nobleza, entre los que cabe resaltar los del Palacio Borghese. En 1777 se trasladó a Turín, donde permaneció el resto de sus días. En esta ciudad fue director de la Academia Albertina.
Realizó principalmente retratos, pintura de historia y temas mitológicos, en un estilo cercano al Neoclasicismo, caracterizado por el uso de tonos cálidos y grandes masas de sombra.
Tuvo dos hijos pintores, Cajetan y Benoît.

## Galería

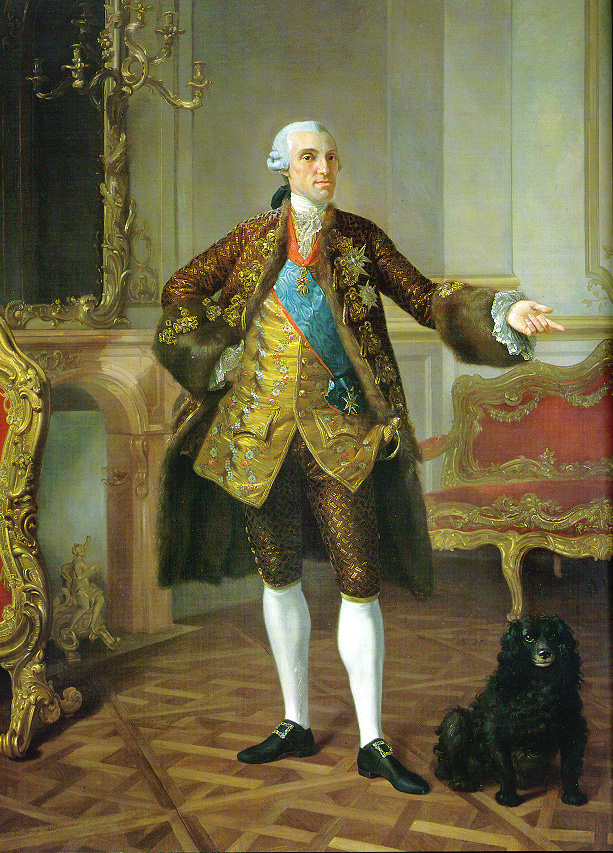
Felipe de Borbón y Farnesio (1765), Galería Nacional de Parma
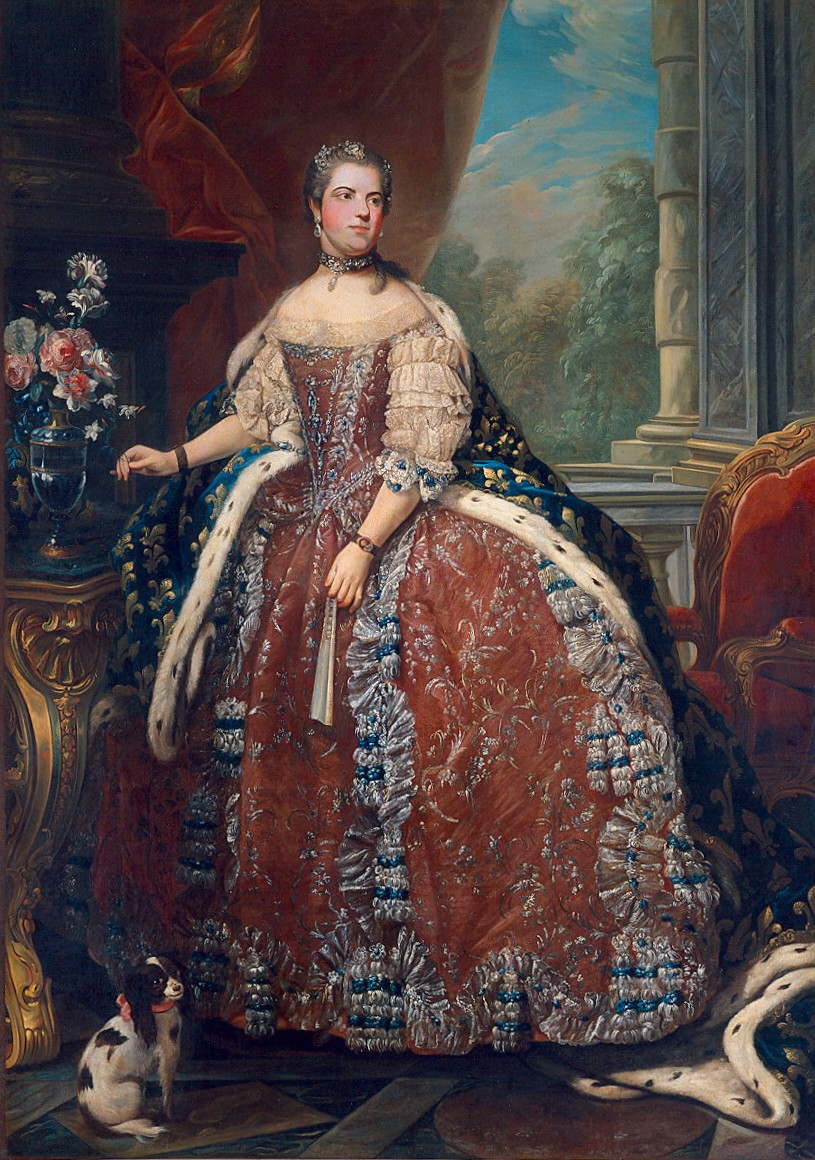
Luisa Isabel de Francia (1765), Galería Nacional de Parma
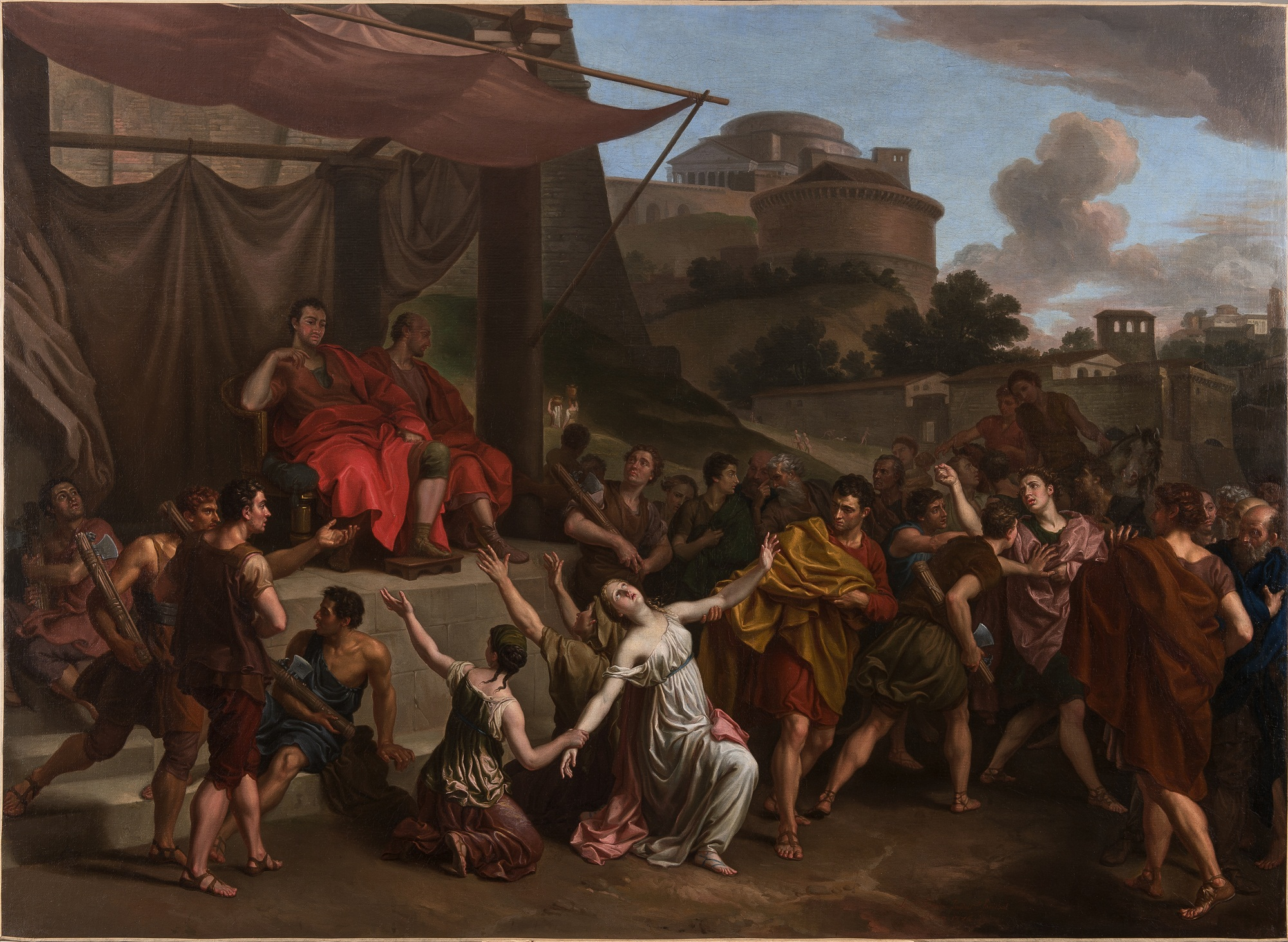
Virginia ante el decemviro Apio Claudio (1776), Musée des Beaux-Arts de Chambéry
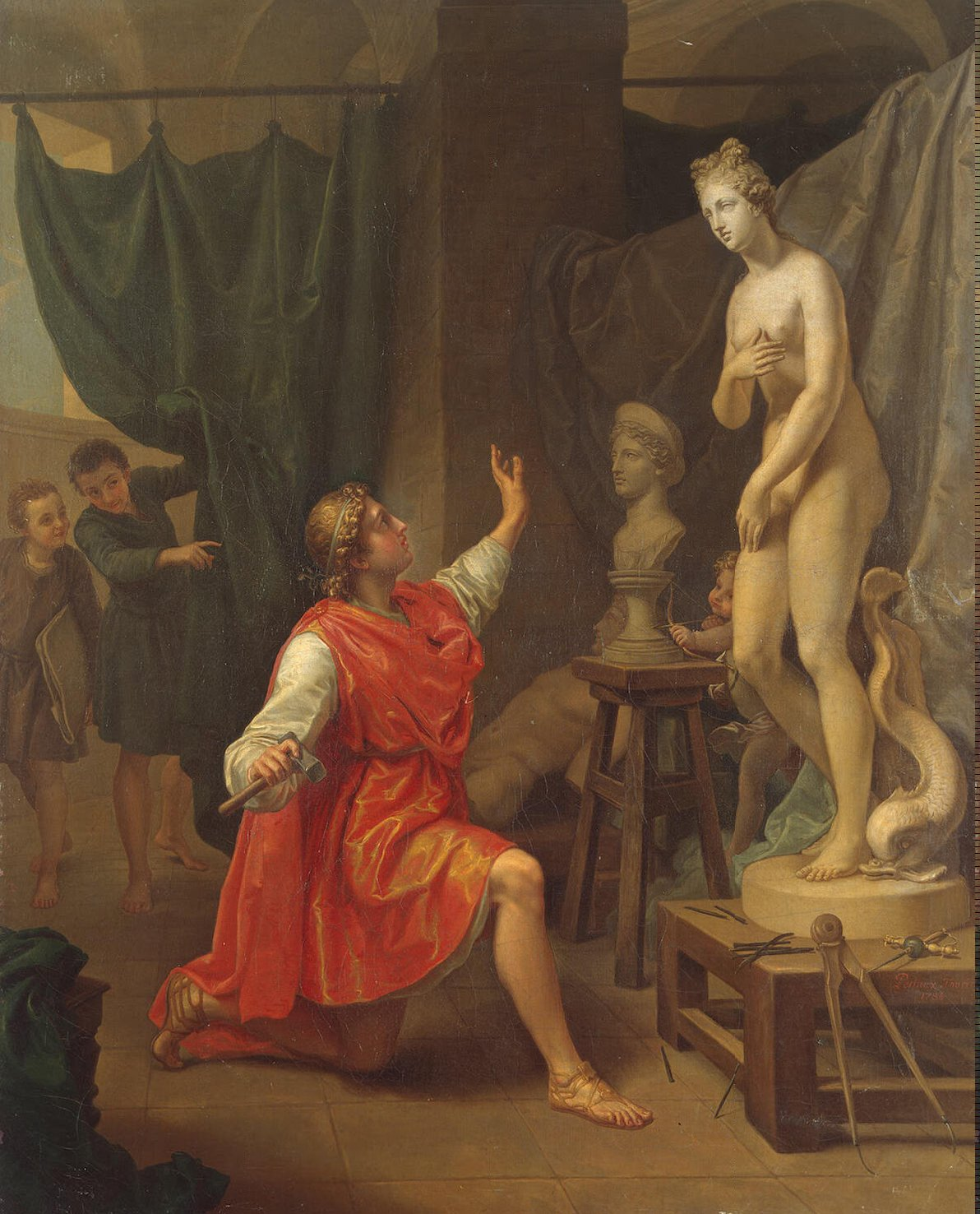
Pigmalión y Galatea (1784), Museo del Hermitage, San Petersburgo
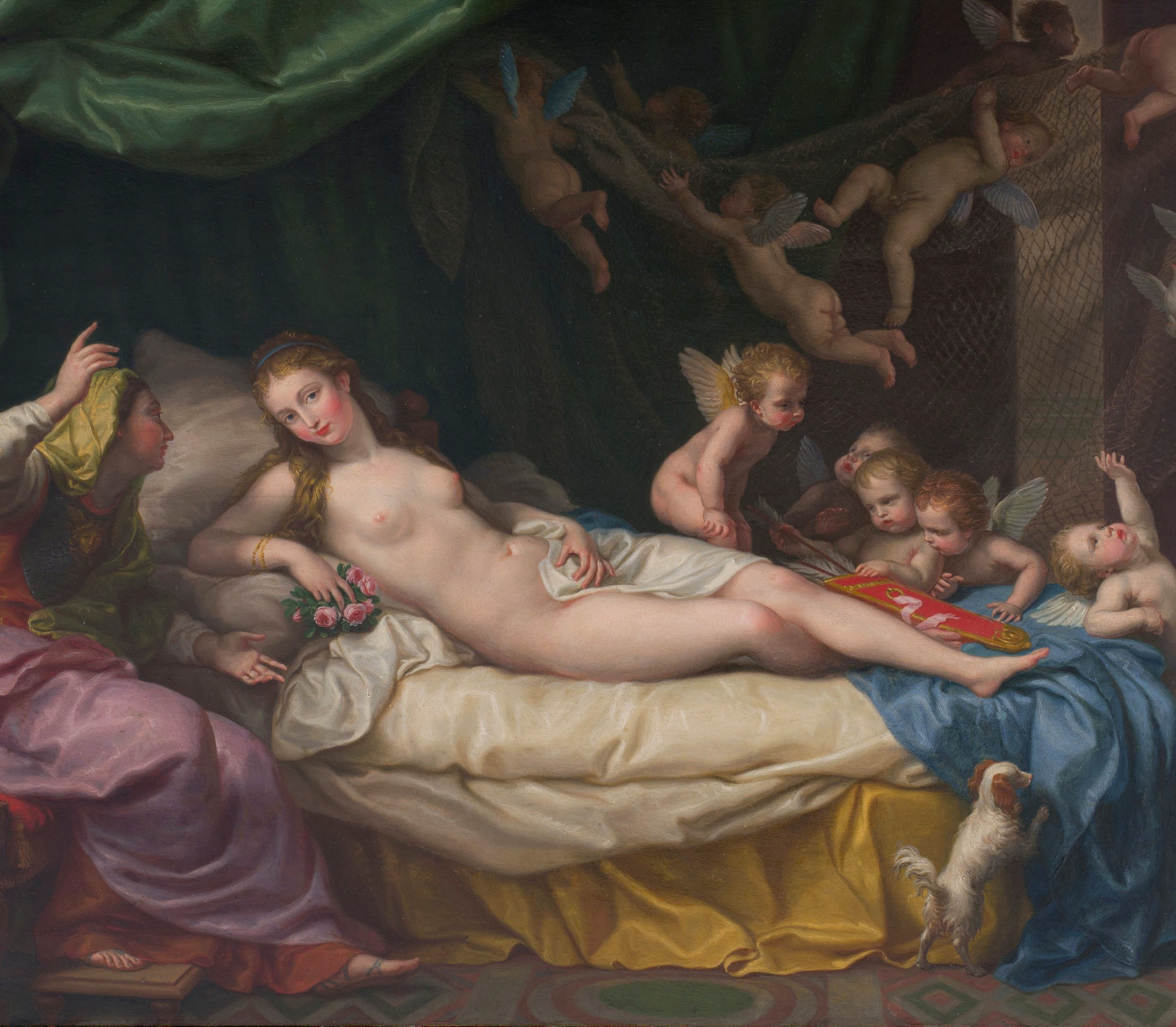
Venus y Minerva (1794), Musée des Beaux-Arts de Chambéry